# تونبريدج ويلز (دائرة انتخابية في المملكة المتحدة)
تونبريج ويلز (بالإنجليزية: Tunbridge Wells)‏ هي إحدى الدوائر الانتخابية في المملكة المتحدة الممثلة في مجلس العموم في برلمان المملكة المتحدة.
عضو البرلمان الذي يمثلها حالياً هو :Greg Clark (Con).